# Spritzkabine
Eine Spritzkabine (oder Lackierkabine) ist die Kernkomponente einer Nasslackieranlage. In ihr werden Lacke oder Beschichtungsstoffe mit unterschiedlichsten Applikationstechniken und Wirkungsgraden auf Substraten aufgebracht.

## Betrieb
Für den Betrieb einer Spritzkabine ist filtrierte sowie beheizte, befeuchtete oder klimatisierte Zuluft vorteilhaft. Die Einhaltung der ATEX-Vorschriften und hohe Sicherheitsstandards sind obligatorisch. Die Luftführung erfolgt vertikal (von oben nach unten) meist mit Gegenstromventuriwäschern, oder horizontal meist mit Gleichstromventuriwäschern. Der Venturiwäscher bildet hier ein System zur Lackabscheidung.
Der bei der Spritzlackierung entstehende Lacknebel wird abgesaugt und durch Nass- oder Trockenabscheidesysteme gereinigt. Bei der Trockenabscheidung wird der Lacknebel über  Filtermatten aus Glasfaser oder anderen schwer entflammbaren Materialien abgeschieden (z. B. Kartonfilter). Als Vorabscheider dienen bei kleineren Anlagen Prallbleche. Bei der Nassabscheidung wird der Lacknebel in Nasswäschern abgeschieden und deren Schlammanteile meist der Lackschlammabscheidung zugeführt. In Deutschland wird eine Festkörperemission von max. 3,0 mg/m3 erlaubt.
Vor der Abluftableitung ins Freie werden seit einiger Zeit zur Reduktion der flüchtigen organischen Verbindungen (VOC)  Abluftreinigungssysteme integriert. Die Konzentration von Lösungsmittel in Spritzkabinen oder eine nachgeschaltete Adsorptionsanlage mit thermischer oder regenerativer Nachverbrennung (TNV oder RNV) hat sich in der Praxis bewährt. Bei der thermischen Nachverbrennung wird die zu reinigende Abluft vorgewärmt und anschließend unter Zuhilfenahme von Zusatzbrennstoffen (z. B. Erdgas oder Heizöl) in einer Brennkammer bei 720–750 °C verbrannt.  Bei der regenerativen Nachverbrennung erfolgt die Vorerwärmung über einen Regenerator, der wechselweise zum Kühlen und Aufheizen dient. Diese arbeitet ab 2 g/m3 autotherm also ohne Zusatzbrennstoff. Diese sogenannten RNV-Anlagen sind für große Luftvolumenströme ideal.  RNV-Anlagen reduzieren die organischen Bestandteile besonders gut und setzen dabei verhältnismäßig wenig Stickoxide (NOx) und Kohlenstoffmonoxid (CO) frei.

### Adsorptionsanlagen
|                                | Adsorption  | Konzentration mit RNV |
| ------------------------------ | ----------- | --------------------- |
| Abluftmenge im Wäscher         | 30.000 m3/h | 30.000 m3/h           |
| Umluftmenge als Zuluft         | 0 m3/h      | 27.000 m3/h           |
| Konzentration an Lösungsmittel | 0,1 g/m3    | 0,01 g/m3             |
| Laufzeit pro Jahr              | 3.500 h/a   | 3.500 h/a             |
| Gesamtfracht an Lösungsmittel  | 10,5 t/a    | 0,105 t/a             |

Die Eingangskonzentrationen an Lösungsmitteln vor dem Farbnebelabscheider ist  meist sehr gering z. B. nur 0,2 g/m3. Adsorptionsanlagen reduzieren diesen Wert meist nur  auf ca. 0,04 bis 0,1 g/m3. Eine RNV-Anlage erreicht normalerweise ca. 0,004 bis 0,01 gr/m3 also eine um den Faktor 10 geringere Schadstoffkonzentration. Probleme treten auf, wenn  Zeolite durch zeolithstörende Stoffe blocken oder sich nicht mehr desorbieren lassen. Sämtliche Lösungsmittel  der Lacke müssen vor dem Gebrauch auf Verträglichkeit geprüft werden, da  sonst die Reinigungswirkung sehr stark reduziert wird. Aktivkohle als Adsorbermaterial ist wegen der Brennbarkeit  bedenklich. Die sicherste Methode ist der Konzentrierprozess in Spritzkabinen. Spritzkabinenabluft lässt sich meist gut konzentrieren und das ohne Qualitätsverlust (Fahrzeugqualität ist erreichbar). Dies wurde bisher nur in Automatikzonen praktiziert. Neuerdings lassen sich auch Handspritzzonen so betreiben.
Trotz der sehr guten Reinigungsleistung einer Adsorptionsanlage ist die Lösungsmittelfracht gegenüber einem Konzentrationsprozess um 2 Zehnerpotenzen höher. Das bedeutet, dass eine Konzentrationsanlage, die noch mit einer autotherm betriebenen RNV-Anlage arbeitet die umweltfreundlichere und energetisch bessere Alternative darstellt. Diese lässt sich jedoch nicht immer umsetzen, da sich Handspritzzonen oft nicht mit einem Konzentrierprozess ausrüsten lassen und somit auf eine Adsorption zurückgegriffen werden muss. Die Alternative sind High-Solid-Lacke, mit ihrem relativ hohen Feststoffanteil, oder Wasserlacke, die von Haus aus wenig Lösungsmittel freisetzen.
|                                 | Wasserlack  | Konzentration mit RNV           |
| ------------------------------- | ----------- | ------------------------------- |
| Abluftmenge im Wäscher          | 30.000 m3/h | 30.000 m3/h                     |
| Umluftmenge als Zuluft          | 0 m3/h      | 27.000 m3/h                     |
| Konzentration an Lösungsmittel  | 0,05 g/m3   | 0,01 g/m3 (Wert ist angenommen) |
| Laufzeit pro Jahr               | 3.500 h/a   | 3.500 h/a                       |
| Gesamtfracht an Lösungsmittel   | 5,25 t/a    | 0,105 t/a                       |
| Oberflächendurchsatz            | 400 m2/h    | 400 m2/h                        |
| Spezifische Lösungsmittelabgabe | 3,75 g/m2   | 0,075 g/m2                      |

Selbst der Vergleich Lösungsmittellack mit Konzentrieranlage und eine Spritzkabine mit umweltfreundlichem Wasserlack zeigt Vorteile für erstere, denn für eine Umweltbilanz soll nicht die Abluftkonzentration in Betracht kommen, sondern immer die Fracht an Lösungsmittel pro Quadratmeter der Oberfläche. Es zeigt sich, dass moderne Spritzkabinen in Verbindung mit Wasserlack oder einer Konzentrieranlage mit RNV weniger umweltbelastend sind.

### Energieverbrauch
Spritzkabinen sind große Energiefresser. Eine Beheizung mit mehreren Megawatt (MW) ist durchaus üblich. Durch den Einsatz von empfindlichen Lacken, insbesondere Wasserlacken, muss die Zuluft zusätzlich befeuchtet werden. Dies erhöht insbesondere im Winter den Energiebedarf beträchtlich. Oft muss die Zuluft vor der Befeuchtung auf ca. 50 °C vorgewärmt werden um diese, nach der Befeuchtung, auf beispielsweise 24 °C und 65 % rel. Feuchte zu konditionieren. Im Sommer können solche Klimafenster ohne Klimaanlagen oft nicht erreicht werden. Deshalb wurden für einige Spritzkabinen große Klimaanlagen eingebaut, um die Feuchte der Zuluft zu reduzieren. Die bereitgestellte Kühlleistung ist so hoch, dass dieses unwirtschaftlich ist. Zur Energieeinsparung wurde ein Umluftsystem entwickelt, dass die Spritzkabinenabluft hochwertig reinigt, filtriert und klimatisiert und diese aufbereitete Abluft als Spritzkabinenzuluft verwendet. Obwohl dieses eine enorme Energieeinsparung darstellt, müssen immer noch hohe Kälte- und Heizleistungen bereitgestellt werden. Als Nebeneffekt konzentriert man die Lösungsmittel und Geruchsstoffe mit auf. Damit ist eine Basis geschaffen einen Teilluftstrom der sogenannten Umluft abzuzweigen und beispielsweise einer RNV-Anlage zuzuführen.

## Klassifizierung

### Bauarten
- Durchlaufspritzkabinen und Taktspritzkabinen (Serienproduktion)
- Großraumspritzkabinen (Großteile und Serienproduktion)
- Omegaspritzkabinen (mit ESTA-Scheibe für Kleinteile)
- Flachspritzautomaten (für Flachteile)
- Kombikabinen (Sonderbauform mit eigenen Regularien)

### Abscheidesysteme
- Gleichstromventuriwäscher (z. B. bei der Kleinteile – Serienproduktion)
- Gegenstromventuriwäscher(z. B. bei Serienproduktion – Fahrzeuglackierung)
- Trockenabscheidung mit Glasfasermatten oder schwer entflammbarer Kartonware, Prallblechvorabscheider
- Düsenwäscher (alt)
- Wirbelkaskade, Wirbelwäscher (alt)

### Applikationstechnik
- Luftpistole
- Airlessapplikation
- HVLP
- Luft-Elektrostatik
- Airless-Elektrostatik
- Glocken (Fast Reinelektrostatik)
- Scheibenanlage (Omega – Spritzkabine)

### Handhabungstechniken
- Manuell
- Arbeitsplattformen für Lackierer bei großen Teilen
- Stativ
- Seiten Hubgerät
- Dachmaschine
- Roboter
- Bewegungsautomaten

### Möglichkeiten zur Energieeinsparung
- Reduzierung der Temperaturen
- Reduzierung der Luftmenge, soweit diese vertretbar ist
- Abluftwärmeübertrager
- Dichtere Behängung der Teile am Förderer
- Vergrößerung der Losgrößen
- Umluftbetrieb
- Wenig Pausen und kurze Laufzeiten
- Keine Klimatisierung oder Befeuchtung
- Ein und Ausschaltung, wenn keine Substrate vorhanden sind.
- Luftreduzierung, wenn keine Substrate vorhanden sind.
- Enercoat-Klimatisierung

### Einsparungsmöglichkeiten
- Rückgewinnung von Wasserlack mit Ultrafiltrationstechnik
- Erhöhung vom Auftragungswirkungsgrad der Applikation
- Höhere first run rate (d. h. 100 % fehlerfrei im ersten Durchlauf)
- Optimierung ob Nass- oder Trockenabscheidung

## Gesetze und Normen

### Bundes-Immissionsschutzgesetz
Die 31. Verordnung zur Durchführung des Bundes-Immissionsschutzgesetzes (Verordnung zur Begrenzung der Emissionen flüchtiger organischer Verbindungen bei der Verwendung organischer Lösungsmittel in bestimmten Anlagen – 31. BImSchV) setzt folgende Abluftgrenzwerte in Deutschland:
8. Beschichten von sonstigen Metall- oder Kunststoffoberflächen 

8.1 Anlagen zum Beschichten von sonstigen Metall- oder Kunststoffoberflächen

8.1.1 Emissionsgrenzwerte für gefasste behandelte Abgase > in diesem Fall für Spritzkabinen
- unter 5     t/a >> kein Grenzwert
- bei 5–15  t/a >> Grenzwert 100 mgC/m3
- bei über 15 t/a >> Grenzwert 50 mgC/m3 ohne Nachverbrennung
- bei über 15 t/a >> Grenzwert 20 mgC/m3 mit Nachverbrennung

Ausnahmen können getroffen werden; insbesondere in Ballungszentren.
Der Lösungsmittelverbrauch gilt für die gesamten Anlagen in einem Betrieb.
Der Festkörperauswurf darf max. 3,0 mg/m3 betragen.

### EN Norm
Die wichtigste EN Norm lautet:
- Beschichtungsanlagen – Spritzkabinen für flüssige organische Beschichtungsstoffe – Sicherheitsanforderungen; Deutsche Fassung EN 12215:2004